# 輕度認知障礙
轻度认知障碍是一种认知障碍，它介於癡呆症和健康狀態之間。此時患者的記憶认知功能已经出现问题，一项或多项认知功能下降；不過患者无明显痴呆表现，日常生活活動未受明顯影響。此時患者及其家人通常會不够重视。輕度認知障礙的病因暫不清楚，也沒有很好的预防和治疗手段，大约50%的輕度認知障礙患者会在五年内患上阿尔茨海默病，變成癡呆的風險是其他老年人的10倍。